# Метаморфічні гірські породи

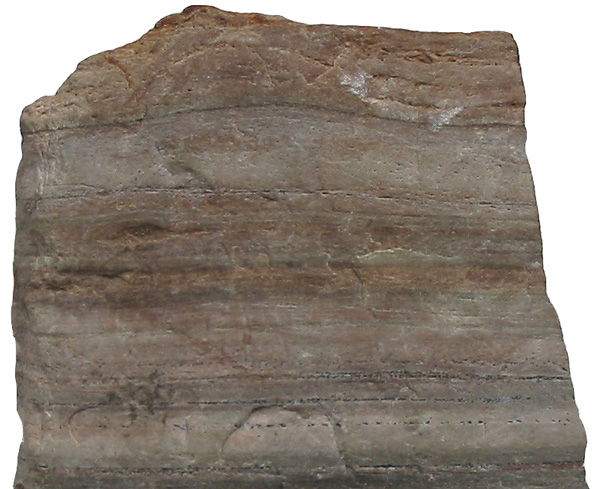
Кварцит — зразок метаморфічної породи.

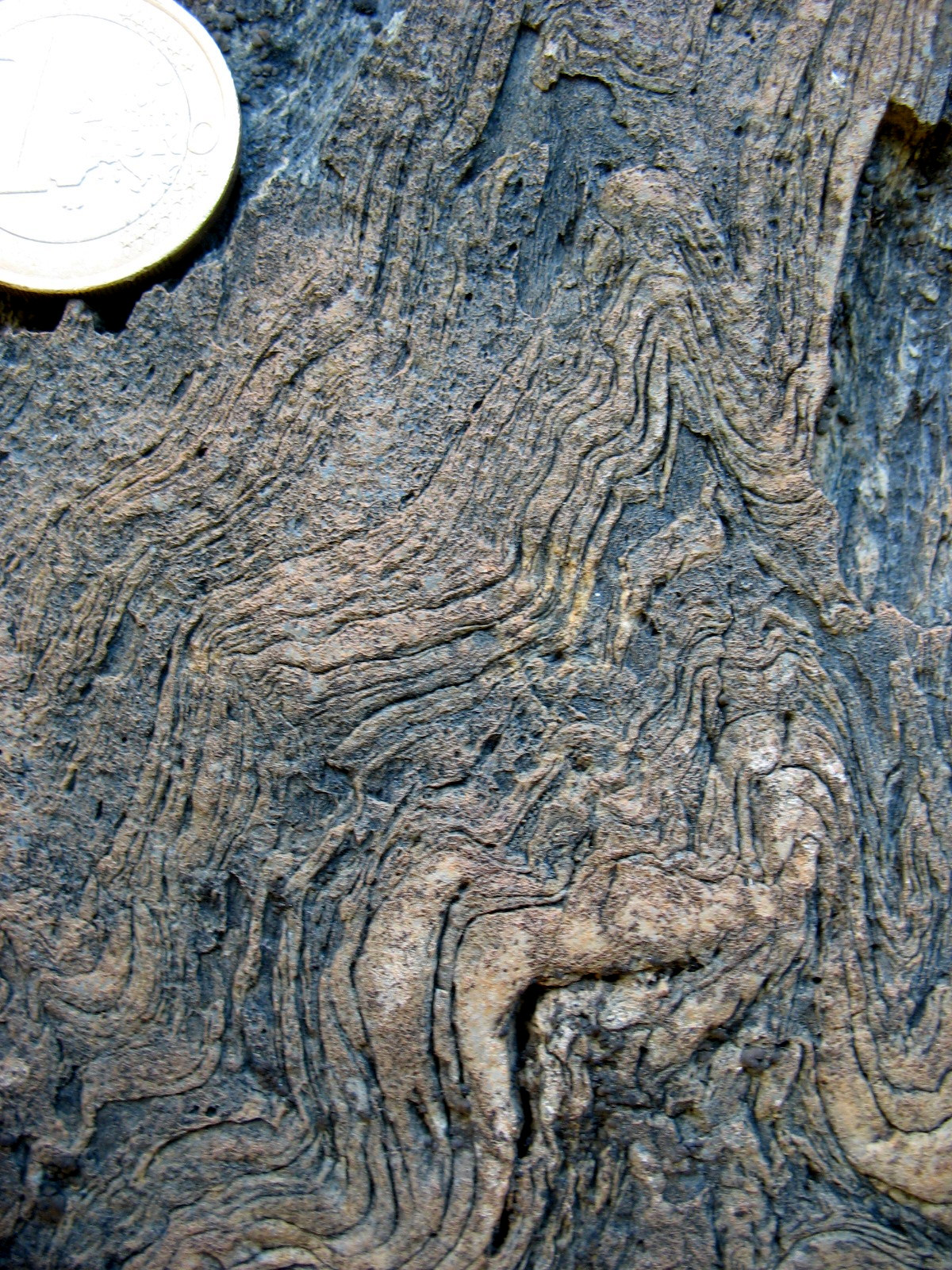
Метаморфічна порода, деформована під час варісцийського орогенезу. Vall de Cardós, Лерида, Іспанія

Метаморфі́чні гірські́ поро́ди — гірські породи, що утворилися внаслідок метаморфізму осадових і магматичних порід і характеризуються зернистою будовою, здебільшого сланцюватою текстурою. До них відносять глинисті сланці, філіти, гнейси, кварцити тощо.

## Різновиди метаморфічних порід
Розрізняють:
- метапеліти — похідні кислих осадових і вивержених порід (аргілітів, алевролітів, пісковиків, гранітоїдних вулканітів та інтрузивних гірських порід) і
- метабазити — похідні основних осадових і магматичних порід.

Осторонь стоять карбонатні гірські породи — мармури, кальцифіри, карбонатні катаклазити. За характером температурного впливу розрізняють регіонально- і контактово-метаморфізовані гірські породи.
На території України поширені в межах Українського щита, у Кримських горах і Карпатах.

## Текстури метаморфічних порід
Типовими текстурами метаморфічних порід, що мають важливе діагностичне значення, є:
1. сланцювата — подовжені або таблитчасті мінерали, що розташовані своїми довгими боками паралельно один до одного (сланці);
2. смугаста (стрічкова) — у породі чергуються смуги різної товщини, які представлені мінералами різного складу та кольору (гнейси, залізисті кварцити);
3. очкова — агрегати світлозабарвлених крупних мінеральних зерен овальної форми присутні у дрібнозернистій загальній масі (гнейси, деякі сланці);
4. масивна — є аналогічною до однорідної текстури магматичних порід (мармури, кварцити, скарни);
5. волокниста — волокнисті мінерали, що складають породу, переплітаючись між собою;
6. плойчаста — порода зім'ята у дрібні складки, що нагадують гофрування.

Слід зазначити, що у метаморфічних породах зв'язки між частками є кристалізаційними, через що вони належать до скельних. Метаморфічні породи під час водонасичення, як правило, не змінюють властивих їм якостей. Це пояснюється тим, що вони не розчиняються у водних розчинах.

## Структури метаморфічних порід
Серед структур метаморфічних порід виділяють: кристалобластичні, катакласичні та реліктові.
Кристалобластичні структури утворюються внаслідок перекристилізації і зростання кристалів у твердому стані під впливом їхньої кристалізаційної сили.
Катакластичні структури виникають під впливом сильного однобічного тиску, який викликає деформації та подрібнення зерен.
Реліктові (залишкові) структури зберігають сліди первинної породи. Так, наприклад, у сірих гнейсах спостерігаються залишки (фрагменти) структур рожевих гранітів.

## Склад метаморфічних порід
Хімічний склад метаморфічних гірських порід різноманітний і залежить в першу чергу від складу вихідних. Однак склад може відрізнятися від складу вихідних порід, так як в процесі метаморфізму відбуваються зміни під впливом привнесених водними розчинами речовин і метасоматичних процесів.
Мінеральний склад метаморфічних порід також різноманітний, вони можуть складатися з одного мінералу, наприклад кварцу (кварцит) або кальциту (мармур), або з багатьох складних силікатів. Головні породотвірні мінерали представлені кварцом, польовими шпатами, слюдами, піроксенами і амфіболами. Поряд з ними присутні типово метаморфічні мінерали: гранати, андалузит, дистен, силіманіт, кордієрит, скаполіт і деякі інші. Характерні, особливо для слабометаморфізованих порід, тальк, хлорити, актиноліт, епідот, цоїзит, карбонати.
Фізико-хімічні термобаричні умови утворення метаморфічних порід, визначені методами геобаротермометрії, вельми жорсткі. Вони коливаються температурами від 100–300 °C до 1000–1500 °C і тиском від десятків бар до 20–30 кбар.